# Mitti-Bleriken
Mitti-Bleriken är en sjö i Vilhelmina kommun i Lappland och ingår i Ångermanälvens huvudavrinningsområde. Sjön har en area på 0,121 kvadratkilometer och ligger 440,2 meter över havet. Sjön avvattnas av vattendraget Matskanån.

## Delavrinningsområde
Mitti-Bleriken ingår i det delavrinningsområde (722024-151480) som SMHI kallar för Utloppet av Mitti-Bleriken. Medelhöjden är 530 meter över havet och ytan är 1,76 kvadratkilometer. Räknas de 42 avrinningsområdena uppströms in blir den ackumulerade arean 172,94 kvadratkilometer. Matskanån som avvattnar avrinningsområdet har biflödesordning 3, vilket innebär att vattnet flödar genom totalt 3 vattendrag innan det når havet efter 375 kilometer. Avrinningsområdet består mestadels av skog (91 procent). Avrinningsområdet har 0,12 kvadratkilometer vattenytor vilket ger det en sjöprocent på 6,9 procent.